# Razz
O Razz é uma forma de Stud Poker normalmente jogado por Ace-to-five low ou Deuce-to-Seven Razz. O objetivo no Razz é fazer a menor combinação possível de cinco cartas com as sete que receberá. No Razz, straights e flush não contarão contra seu jogo, e o Ás sempre jogará baixo. A melhor mão possível no Razz é 5-4-3-2-A, ou 5 high, também conhecido como “The Wheel” ou “The Bicycle”. A palavra Razz corresponde à letra "R" na variante H.O.R.S.E.

## Jogabilidade

One variant of the best possible hand in Razz

O Razz é semelhante a seven-card stud, exceto a mão mais baixa ganha. Seis cartas são distribuídas a cada jogador, mas apenas as cinco melhores cartas (geralmente as cinco cartas mais baixas não utilizadas) são usadas para formar uma mão completa.
Razz geralmente é jogado com um máximo de oito jogadores, com limite de apostas, o que significa que existe um valor fixo que pode ser aposta por jogador por rodada. A cada jogador antes são distribuídas duas cartas viradas para baixo (as "cartas de furo") e um cartão virado para cima (o "cartão de porta"). A exibição mais alta do cartão da porta tem que "traga-o" – coloque na primeira aposta obrigatória, que geralmente é um terço a metade da aposta regular. O jogador responsável pelo bring-in pode, em vez disso, optar por "completar a aposta", ou seja, fazer uma aposta regular. Se ele optar por fazer um bring-in normal, os jogadores restantes podem chamar sua aposta ou "completar", levando a uma aposta regular. A partir desse ponto, as apostas continuam em incrementos de apostas regulares.
Em um caso em que duas pessoas têm um cartão de porta do mesmo grau, a entrada é determinada por terno.   Espadas (♠) é o naipe mais alto possível, seguido por Corações ( ♥ ), Ouros (♦) e Copas (♣). O rei é a pior carta possível no Razz, e um bring-in garantido. O jogo continua no sentido dos ponteiros do relógio a partir do "traga-o", como no Stud Poker normal. Após a primeira rodada de apostas, cada jogador ainda na mão recebe outro cartão virado para cima. As apostas começam com a exibição da mão mais baixa. O jogo continua assim até o quinto cartão, em que ponto a aposta aumenta de forma dupla.  O sétimo cartão é distribuído de frente para baixo e a ação começaria com o mesmo jogador que Apostas abertas no 6º cartão. Nos jogos distribuídos a mão, depois de cada mão, o negócio gira para a esquerda, como acontece com a maioria das formas de poker; embora o revendedor não desempenhe um papel estratégico como em jogos blind.

### Escassez de cartões
Em situações raras, um negociante pode ficar sem cartas no meio do jogo quando o máximo de 8 jogadores estiverem em jogo. Isso ocorre quando todos os 8 jogadores ainda estão presentes antes do 7º e último cartão estar prestes a ser distribuído e ninguém dobrou. 7 cartas para 8 jogadores exigiriam 56 cartas no baralho. Uma vez que o Razz usa um deck de cartão padrão 52, o jogo seria de 4 cartas.
Para corrigir este problema, o revendedor irá lidar com o último cartão no centro da tabela com a face em vez de virar para baixo e este cartão irá contar como um cartão comunitário. Todos na mesa usarão este cartão como parte de sua própria mão. Esta é também a única vez que um cartão de comunidade é usado em Razz.